# Лайтфут-Бостон, Генри Джосия
Генри Джосия Лайтфут-Бостон (англ. Henry Josiah Lightfoot-Boston; 19 августа 1898, Бонте, Южная провинция — 11 января 1969[…], Лондон) — сьерра-леонский дипломат и политик. Стал первым местным генерал-губернатором Сьерра-Леоне. Принадлежал к креолам (потомок освобождённых рабов из Вест-Индии, Соединённых Штатов Америки и Великобритании, которые высадились во Фритауне между 1792 и 1855 годами).

## Биография
С 1957 по 1962 год был спикером парламента Сьерра-Леоне и генерал-губернатором Сьерра-Леоне с 7 июля 1962 года по 26 марта 1967 года. Ему предшествовал британский дипломат Морис Генри Дорман, а после государственного переворота на этой должности его сменил Эндрю Джаксон-Смит. Улица «Lightfoot Boston Street» во Фритауне названа в его честь. Его портрет изображен на монете 50 леоне, выпускаемой Банком Сьерра-Леоне.